# Sabula
Sabula é uma cidade localizada no estado americano de Iowa, no Condado de Jackson.

## Demografia
Segundo o censo americano de 2000, a sua população era de 670 habitantes.
Em 2006, foi estimada uma população de 661, um decréscimo de 9 (-1.3%).

## Geografia
De acordo com o United States Census Bureau tem uma área de
3,5 km², dos quais 1,0 km² cobertos por terra e 2,5 km² cobertos por água.

## Localidades na vizinhança
O diagrama seguinte representa as localidades num raio de 20 km ao redor de Sabula.